# Petahia de Ratisbonne

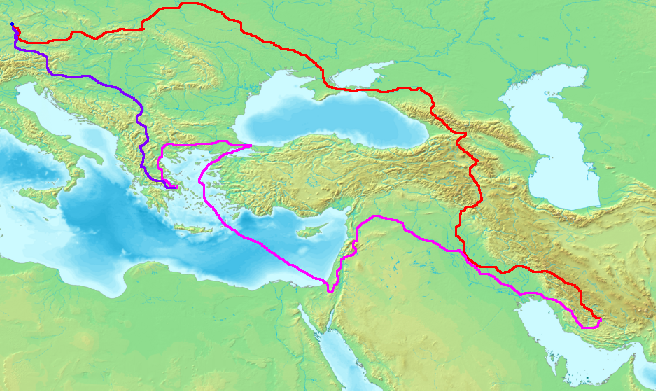
Les voyages de Petahia

Petahia ou Patachiah de Ratisbonne ou de Regensburg (hébreu : פתחיה מרגנסבורג Peta'hya miRegensbourg) est un rabbin et voyageur allemand du XIIe siècle. Ses voyages le mènent de sa Bohême natale aux communautés juives d’Europe de l’Est, du Caucase et du Proche-Orient.

## Éléments biographiques
Petahia ben Jacob Halavan naît à Prague dans une famille d'érudits allemands ; son frère, Isaac Halavan est un Tossafiste et poète liturgique localement réputé. Son nom fait référence à une ville de Bavière (nommée Regensburg en allemand, Ratisbonne en français).
Il quitte Prague entre 1170 et 1180. Il suit les traces d'un autre voyageur du même siècle, Benjamin de Tudèle. En passant par la Bohême, la Pologne, la Russie jusqu'au delà du Dniepr, la  Crimée, l'Arménie, la Babylonie, la Syrie, il arrive à Jérusalem peu avant la prise de la ville par Saladin en 1187. On ne connaît ni la suite du voyage, ni sa route de retour. 
Son itinéraire jusqu'à Jérusalem fut publié dans un ouvrage, Tour du monde (he. Sivouv ha' Olam) imprimé pour la première fois à Prague en 1595. Petahia voyageait pour connaître l'état moral, et politique des communautés juives dans les différentes parties du monde. Il cède parfois au goût du siècle pour le merveilleux.

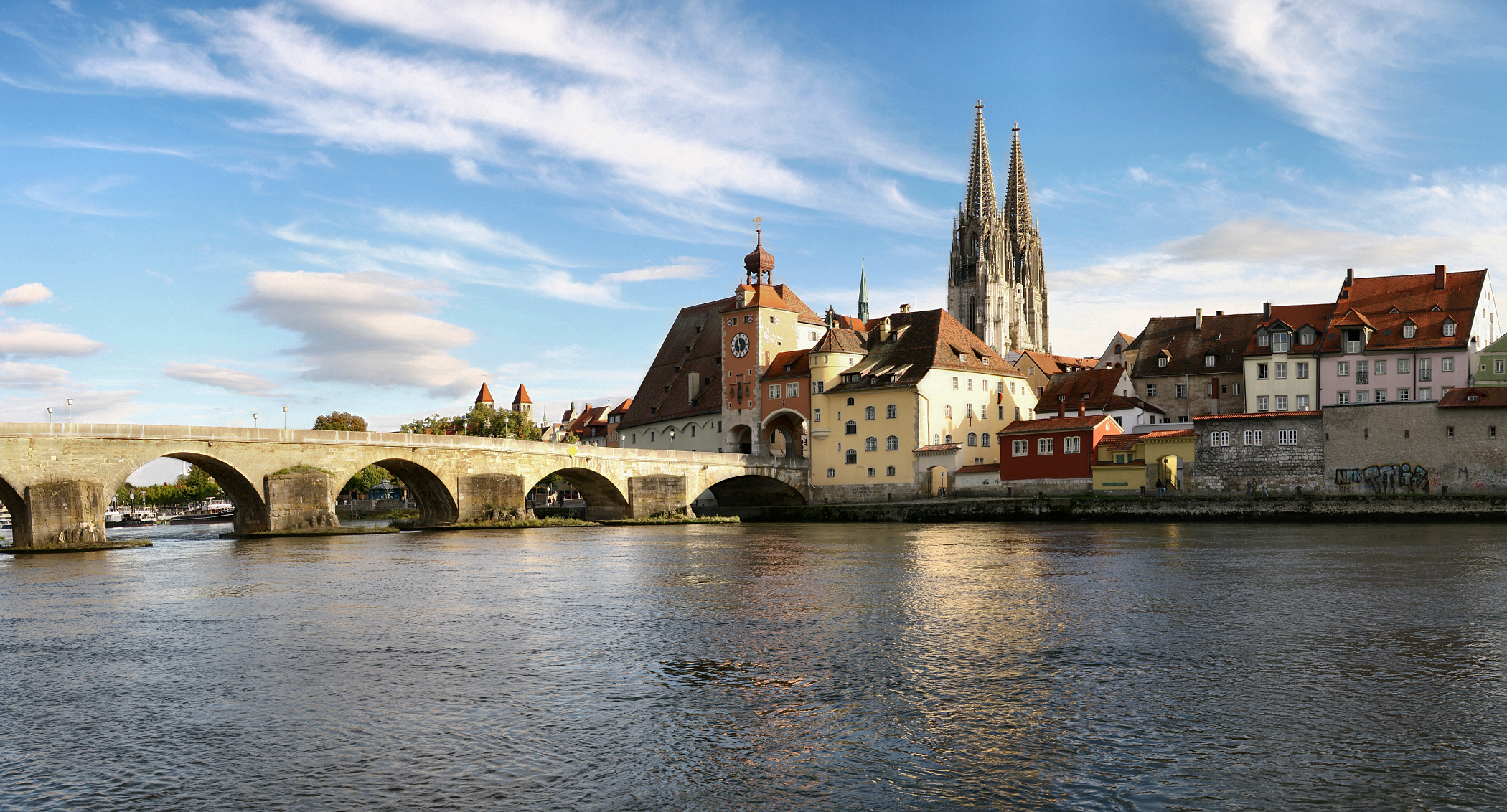
Ratisbonne (Regensburg) en Allemagne.

Ce rabbin voyageur, est cité par Shelomo D. Goitein et Menahem Ben-Sasson.

## Œuvres
- 'Sibuv Rabi Petaḥyah me-Regenśpurg' (1175-1190), Marathi. 1877[2].
- Tour du monde, ou Voyage du rabbin Péthachia, de Ratisbonne, dans le 12e siècle, texte hébreu, traduction en français et présentation par Eliacin Carmoly, Journal asiatique, Paris, octobre 1831 (lire en ligne).